# 裴頓·勞斯
弗朗西斯·裴頓·勞斯（英語：Francis Peyton Rous，1879年10月5日—1970年2月16日），美國生物學家，出生於馬里蘭州的巴爾的摩，他在1911年發現一種的雞癌症是由一種病毒（後來被命名為勞氏肉瘤病毒）所引起的，這也促成了後續對於病毒在某些類型癌症發展中的作用之發現及理解，因而獲得1966年的諾貝爾生理學或醫學獎。

## 外部連結
- Nobel Lectures, Physiology or Medicine 1963-1970, Elsevier Publishing Company, Amsterdam, 1972（页面存档备份，存于）